# Del imperio Romano
Del imperio Romano (deutsch: Über das römische Imperium) ist ein soziologischer und geschichtsphilosophischer Essay des spanischen Philosophen José Ortega y Gasset.

## Gliederung
| Deutsch                                         | Spanisch                                          |
| ----------------------------------------------- | ------------------------------------------------- |
| Concordia                                       | Concordia                                         |
| Wörterbuch und Umstände                         | Diccionario y circunstancia                       |
| Vernunft und Schicksal                          | Razón y peripecia                                 |
| Die Schichten der Zwietracht                    | Los estratos de la discordia                      |
| Eintracht und Glaubensgewißheit                 | Concordia y creencia                              |
| Die Auspizien oder Religion und Nachlässigkeit  | Los auspicios o religión y negligencia            |
| „Libertas“                                      | Libertas                                          |
| Die Utopie „Gesellschaft“                       | La utopía «sociedad»                              |
| „Libertas“ und Freiheiten                       | Libertas y libertades                             |
| Könige, juridisches Gestein und ein paar Manien | Reyes, mineral jurídico y un par de manías        |
| Leben als Freiheit und Leben als Anpassung      | Vida como libertad y vida como adaptación         |
| Theorem                                         | Teorema                                           |
| Ansteigende Geschichte                          | Historia ascendente                               |
| Der Staat als Haut                              | El Estado como piel                               |
| Der Volkstribun oder die geniale Irrationalität | El tribuno de la plebe o la genial irracionalidad |
| Theorie der Ergänzungen des kollektiven Lebens  | Teoría de los complementos de la vida colectiva   |

Die Überschriften sind der deutschsprachigen Reclam-Ausgabe entnommen. In den „Sämtlichen Werken“ ist der Essay in folgende vier Kapitel gegliedert: Einleitung (Introducción), die aus den ersten sechs Abschnitten besteht, dem Kapitel Freiheit (Libertas), das die Abschnitte bis einschließlich Könige, juridisches Gestein und ein paar Manien enthält, dem Kapitel Leben als Freiheit und Leben als Anpassung (Vida como libertad y vida como adaptación) mit dem Abschnitt Theorem sowie dem Kapitel Ansteigende Geschichte (Historia ascendente) mit den letzten vier Abschnitten.

## Inhalt
Ortega verfasste die Schrift 1941 im Exil. Er nahm das Thema in seiner Vorlesungsreihe Eine Interpretation der Weltgeschichte. Rund um Toynbee wieder auf; das Buch erschien 1960. Gegenstand des Essays ist das Imperium Romanum, worunter er das römische Kaiserreich versteht. Nach seiner Auffassung stellt dieses bereits „die erste Schicht der Geschichte Europas“ dar, während die Geschichte der römischen Republik oder Griechenlands nur deren Vorläufer seien.
Eine der für das Werk typischen Paradoxien ist, dass die Schrift gleichwohl im Wesentlichen von dieser Vorgeschichte handelt: Dem Königtum, der Begründung der Republik und deren Niedergang. In seinen Betrachtungen versucht er, das Wesen des römischen Staats und der römischen Gesellschaft darzustellen, zieht aber auch allgemeingültige Schlüsse, die seines Erachtens für jede Epoche gelten. Mehrfach stellt er Vergleiche zwischen der Zeit der römischen Republik und der Kaiserzeit einerseits und seiner Lebenszeit, dem 19. und 20. Jahrhundert andererseits, an:

„Das 19. Jahrhundert konnte nur das republikanische Rom verstehen, das Rom, das im Aufstieg begriffen war, dessen Glaube an die Götter und an sich selbst noch nicht erschüttert war, das von der „tiefen Eintracht“ lebte und von dem, was es als „Freiheit“ empfand.“

Ortega entwickelt seine Gedanken nicht systematisch oder chronologisch, sondern bewusst assoziativ und in Gedankensprüngen, mit rhetorischen Kunstgriffen, überraschenden Metaphern, Volten und Pointen.
Bei seiner Betrachtung des römischen Staatswesens knüpft Ortega an Cicero, vor allem an dessen Werk De re publica sowie an griechische Philosophen und Historiker, insbesondere Platon, Aristoteles, Dikaiarchos und Polybios an. Das Imperium (also das Kaiserreich) sei zustande gekommen, weil sich Concordia und Libertas, zwei Schlüsselbegriffe bei Cicero, mit dem Untergang der Republik „verflüchtigt hätten.“ Er führt aus, dass im politischen Leben Kämpfe und Auseinandersetzungen normal seien.

„... daß die politischen Kämpfe nicht immer ohne weiteres soziale Pathologie und Ereignisse negativer Art sind, sondern daß umgekehrt der bessere Staat erst durch gewisse Kämpfe geschmiedet wird.“

Bei allen harten Kämpfen und Auseinandersetzungen zwischen Patriziern, Rittern und der Plebs habe immer die Grundüberzeugung geherrscht, dass man zum Wohle Roms handeln müsse. Die Plebejer hätten das politische und militärische Können der Patrizier nie in Frage gestellt und nie die Abschaffung des Senats verlangt. Streit und Auseinandersetzungen seien somit nicht negativ zu bewerten, wenn den Angehörigen des Volkes bestimmte Grundüberzeugungen gemeinsam seien, die Ortega „Glaubensgewissheiten“ nennt. Cicero, der sein Buch „Vom Staate“ während des Bürgerkriegs schrieb, habe erkannt, dass die gegenwärtigen Kämpfe deswegen qualitativ andere als in der Vergangenheit seien, weil die Concordia, die gemeinsame Grundüberzeugung verlorengegangen sei und die Zwietracht, Discordia, herrsche. Die letzte Grundlage jeder Gesellschaft sei, dass „eine feste, gemeinsame, unbestreitbare und praktisch auch unbestrittene Glaubensgewissheit darüber besteht, wer befehlen soll.“ In den älteren Zeiten Roms habe ein blinder Glaube geherrscht, die „Könige von Gottes Gnaden“ müssten befehlen. Die Herrschaft sei somit religiös fundiert gewesen. Cicero habe die Auspizien, d. h. die Befragung der Götter vor wichtigen Entscheidungen, und den Senat als wichtigste Institutionen Roms bezeichnet.

„Die Auspizien stellen für Cicero den festen und gemeinsamen Glauben im Hinblick auf das Weltall dar, der die Jahrhunderte der großen römischen Eintracht möglich gemacht hat. Sie waren daher das erste Fundament jenes Staates. Es bestand eine so enge Verbindung zwischen diesem und jenem, daß Auspizium schließlich „Herrschaft“ (imperium) bedeutete. Unter den Auspizien von jemandem stehen, hieß, unter seinem Befehl stehen.“

Ortega konstatiert, dass das römische Volk „durch die Jahrhunderte hindurch seinen Hass auf die Könige frisch und unversehrt bewahrt“ habe. Ein wesentlicher Grund hierfür sei die Leidenschaft des Volkes für das Gesetz und die Abneigung gegen Privilegien gewesen. Während die Könige ihr „Imperium“, ihre Herrschaftsgewalt auf ihr Belieben, auf Willkür hätten stützen können, führe die Herrschaft des Gesetzes zur Gleichbehandlung. Das Gesetz könne zwar die größten Unterschiede in Rang, Stand und Pflichten festlegen, aber dies gelte dann für alle Menschen, weil es von den zuständigen Organen beschlossen sei. Der Begriff „Libertas“ habe somit eine negative Seite, staatliches Leben ohne Könige, und eine positive: Leben nach den republikanischen und traditionellen Institutionen Roms.
In diesem Zusammenhang kritisiert Ortega den europäischen Liberalismus des 18. und 19. Jahrhunderts mit seinen Freiheiten (im Plural) und die Lehre vom Gesellschaftsvertrag. Beim Vergleich der römischen Vorstellung von „Libertas“ und dem europäischen Liberalismus kommt er auf die grundlegende Fragestellung zurück, wem im Staat die Befehlsgewalt zukomme und welchen Umfang diese Gewalt haben solle, also die Fragen nach dem Subjekt der politischen Macht und nach ihren Grenzen. Nach Ortegas Ansicht kam es den Europäern weniger darauf an, wer ihnen gebot (Kaiser, König, Parlament) als darauf, diese Herrschaft zu begrenzen. Demgegenüber habe die staatliche Gewalt für die Römer keine Grenzen gehabt, sie sei totalitär gewesen. Eine Freiheit der Rede, der Kunst oder der Religionsausübung habe es nicht gegeben.
Der Staat bestehe immer und seinem Wesen nach in Herrschaft, Gewalt und Zwang. Demgegenüber sei die Vorstellung der „Philosophen“ des 18. Jahrhunderts, die Gesellschaften würden von den Menschen freiwillig gebildet, ein gewaltiger Irrtum. Politische Freiheit bestehe nicht darin, dass der Mensch sich nicht unterdrückt fühle, denn eine solche Situation gebe es nicht, sondern sie bestehe in der Form der Unterdrückung.
An anderer Stelle erörtert er die Abschaffung der Monarchie, mit der Rom sein Leben als Freiheit begonnen habe.

„Mit der Vertreibung der Könige beginnt Rom sichtbar sein Leben als Freiheit. [...] Cicero erklärt der Legende folgend die republikanische Revolution aus den Mißbräuchen, in die die Könige verfallen waren. So hat man alle Revolutionen erklärt, solange es keine wahren Geschichtsschreiber gab. Es ist die Erklärung, wie sie Politiker geben: ein Schlagwort für die politische Versammlung und den Leitartikel. Im Gegensatz zur Revolte scheint es aber jeder Revolution eigentümlich zu sein, daß sie sich gegen die Bräuche und nicht gegen die Mißbräuche wendet. So war es im Rom. Die Könige stellten die etruskische Vorherrschaft dar. Unter ihrem Zepter machte die Zivilisation der Römer Fortschritte [...].“

Nicht zuletzt aufgrund von kulturellen Einflüssen aus den Städten Großgriechenlands habe sich

„in den Seelen [...] die lockende Vorstellung von einer neuen bürgerlichen Organisation eingenistet, von einem unpersönlichen Staat, in dem die Herrschaft nicht von dem Willen irgendeines Individuums ausgehen sollte, sondern von einer anonymen Befehlsgewalt, an deren Bildung alle, mehr oder weniger, mitwirken sollten und die sich in dem anonymen Wort äußert, das das Gesetz ist. Der Regierende sollte nicht mehr nach eigenem Gutdünken herrschen, sondern auf seine eigene Persönlichkeit verzichten, um zum automatischen Vollstrecker des Gesetzes zu werden.“

Im Folgenden beschreibt er die Institutionen oder Verfassungsorgane, die in der Republik eine Rolle spielten: Es habe – wie in der Zeit der Monarchie – einen Senat und einen Magistrat (Exekutive) gegeben. Letzterer sei gewählt worden und habe die Kompetenz zur Ausführung der Gesetze und zur Führung des Heeres gehabt. Ursprünglich sei dies wahrscheinlich der Prätor gewesen. Mit zunehmender Entwicklung und Differenzierung des Staatswesens habe man neue Ämter geschaffen: Die Konsuln, deren kollegiale Amtsführung die Gefahr einer Tyrannis verhindert habe, als oberste Gewalt, die Prätoren mit neuen Aufgaben sowie die Ädilen und Quästoren. Ortegas besondere Bewunderung für das politische Geschick der Römer findet aber die Einrichtung des Volkstribunats. Damit seien die Plebejer an der politischen Macht beteiligt worden. Der Volkstribun sei der einzige Magistrat gewesen, der nicht die gesamte Stadt, sondern nur eine Klasse, die der Plebejer, vertreten habe. Er habe auch keine Gestaltungskompetenzen gehabt, nur sein Vetorecht. Dies sei aber ein sehr mächtiges Instrument gewesen, da er jede Handlung anderer Magistrate, selbst der Konsuln, habe verhindern und damit den ganzen Staat habe zum Stillstand bringen können.

„Seine Befehlsgewalt bestand also darin, jeden Mißbrauch der Herrschaft zu verhindern: er war die Bremse der Herrschaft, die Gegenherrschaft. Und zu diesem Zweck bewilligte man ihm etwas Wirksameres als alle Ehren: man erklärte seine Person für geheiligt, unverletzlich, tabu. Wer an einen Tribun Hand anlegte, war ein toter Mann.“

Ortega weist ferner darauf hin, dass Kaiser Augustus es vermied, etwa das Amt eines Königs oder Diktators zu übernehmen, sondern seine Autorität auf das Amt des Volkstribunen stützte.